# Fontana araba di Alcamo

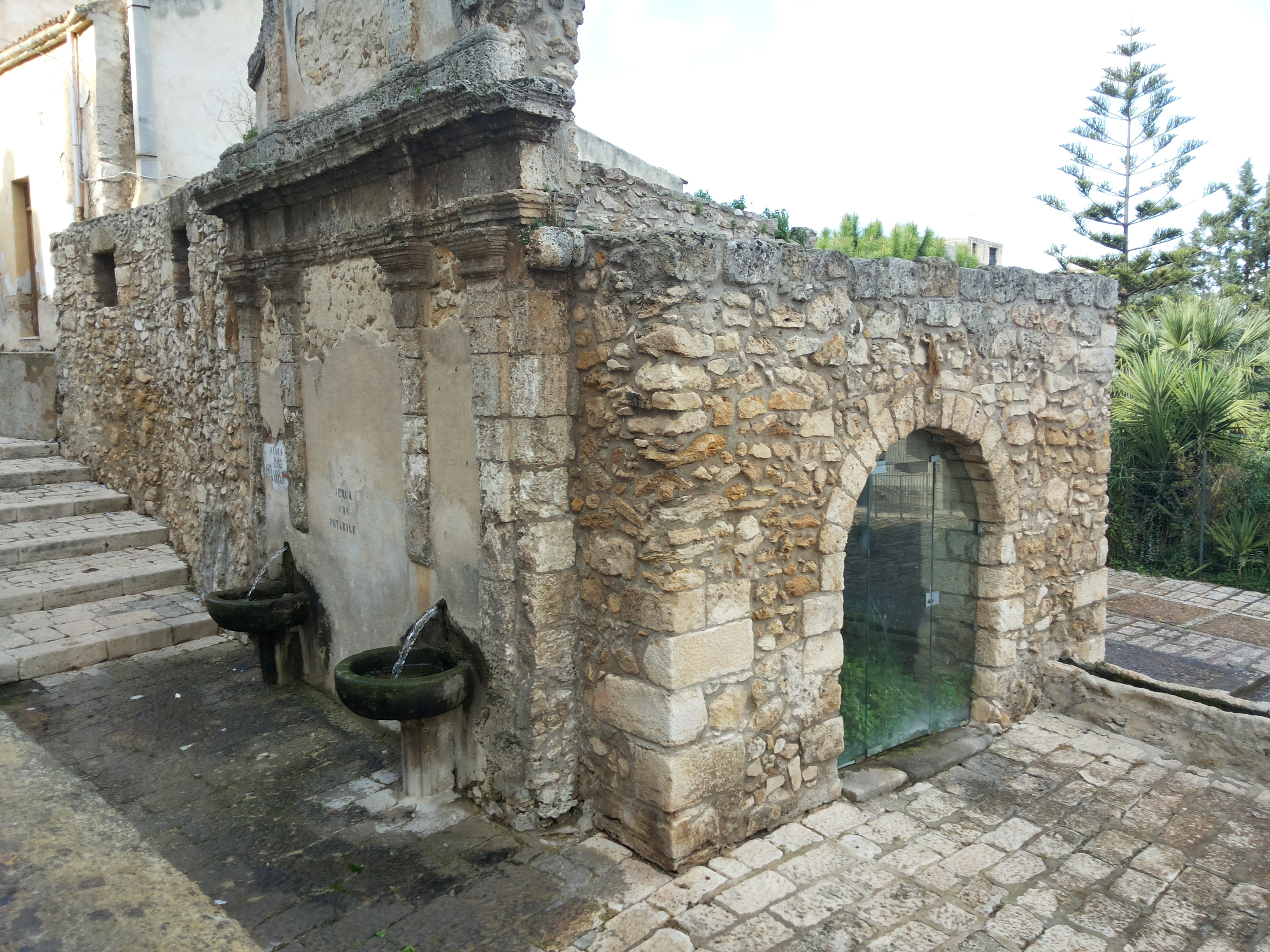
La Fontana vista di lato

La fontana araba di Alcamo è molto antica (assieme alla Cuba delle Rose, la Cuba araba di Vicari e la Piccola Cuba di Palermo), ed è tutt'oggi operativa; fu costruita durante il periodo in cui la città di Alcamo era sotto la dominazione degli arabi.
Si trova nella parte bassa della città, a poche centinaia di metri dal Santuario della Madonna dei Miracoli.

## Storia

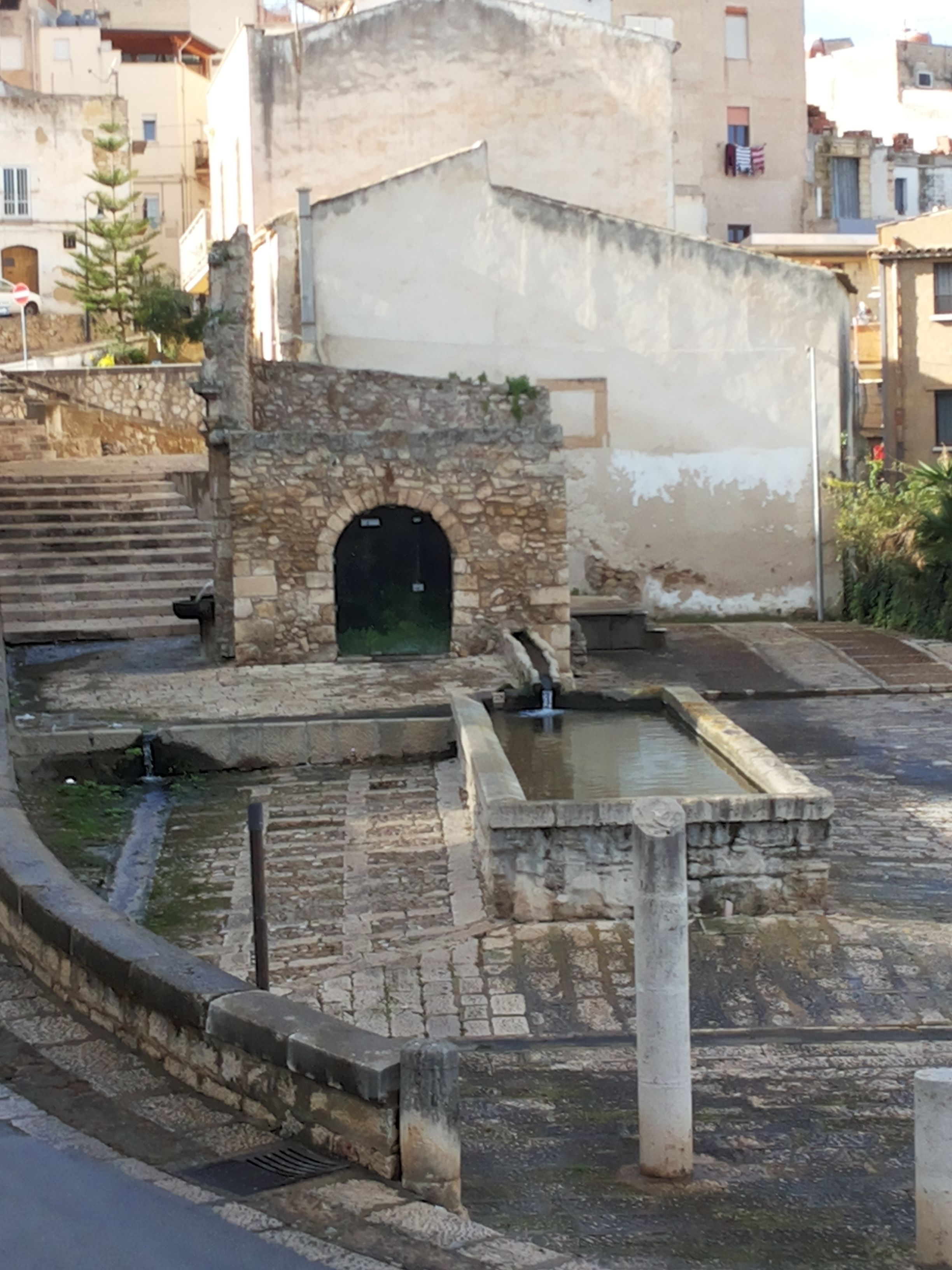
Vista frontale

Già nel 1154, in un passo del Libro di Ruggero II, scritto dal geografo berbero Idrisi, la città di Alcamo veniva definita manzil ovvero "casale o gruppo di case" con terre fertili e un mercato florido. In tale periodo, tale casale veniva chiamato dagli arabi "Alqamah".
Il centro storico era abitato da musulmani e suddidiviso in quattro casali: San Vito, San Leonardo, Sant'Ippolito e San Nicolò del Vauso (che in seguito divennero borghi feudali). Questi casali poi diventarono cristiani, a seguito dell'allontanamento dei saraceni disposto da Federico II di Svevia dopo alcune rivolte.
La Fontana di San Vito fu costruita dagli Arabi nelle vicinanze di una sorgente d’acqua, nel casale di Alqamah; alla fine del Quattrocento ci fu però un forte terremoto, che molto probabilmente ha danneggiato la fontana, in seguito restaurata. 
Dopo che l'abitato si concentrò attorno al Castello dei conti di Modica, intorno alla fontana si diede l'avvio all’attività di pastorizia che portò alla costruzione di un abbeveratoio.

### Descrizione
Il prospetto presenta due lavabi, con due uscite d'acqua (cannoli) e delle lesene sovrastate da capitelli. L'abbeveratoio, in conci di pietra di calcarenite travertinoide, è stato costruito, invece, nella prima metà del XIX secolo.
I lavori di riqualificazione, completati nel 2015, hanno portato ad una maggiore valorizzazione del caratteristico percorso che, scendendo da Piazza Ciullo, conduce fino al Santuario della Madonna dei Miracoli, dove nel mese di maggio gli alcamesi vanno in pellegrinaggio per pregare la propria Patrona.

### Restauro
Grazie ai finanziamenti ricevuti attraverso il G.A.L. (gruppo di azione locale), finalizzati alla riqualificazione di siti culturali del paesaggio agrario del territorio alcamese (fra i quali anche la Cuba delle Rose e le Edicole sacre), si è potuto procedere al restauro e alla valorizzazione del sito dell’antica fontana araba; il lavoro di progettazione è stato predisposto dai tecnici del Comune di Alcamo.